# Рабочая улица (Москва)
Рабо́чая у́лица — улица в центре Москвы в Таганском районе между Площадью Рогожская Застава и Новорогожской улицей.

## История
Названа в начале XX веке по предложению проживавших здесь рабочих металлургического завода Гужона (с 1922 года — завод «Серп и молот»).
Первоначально улица называлась Коломенская-Ямская и 2-я Ямская-Коломенская, позднее — Коломенка, Коломенская, так как здесь находилась Коломенская ямская слобода, ямщики которой обслуживали перевозки по дороге на город Коломна. После постройки Нижегородской железной дороги улица Коломенка превратилась в тупик и утратила своё транзитное значение.

## Описание
Рабочая улица начинается от площади Рогожская Застава вместе с Международной улицей, проходит на юго-восток, слева к ней примыкает 1-й Рабочий переулок, пересекает Ковров переулок, затем слева на неё выходит Международная улица, сразу после которой Рабочая улица сливается с Новорогожской улицей. К улице относятся несколько зданий, находящихся по другую сторону железной дороги Горьковского направления, например здание механического завода «Красный путь».

## Примечательные здания и сооружения
По нечётной стороне:
- № 33 — центр социальной помощи «Доброе сердце»;
- № 53 — Дворец детского спорта (1978);

По чётной стороне:
- № 4 — Отделение связи № 544-Ж-109544;
- № 10 — Детский сад № 1827;
- № 12 — ГБПОУ «Колледж связи № 54» им. П. М. Вострухина
- № 30 стр. 1 — Училищное здание (1910, архитектор З. И. Иванов), ныне — Дом детского творчества «На Таганке»;
- № 34 — Поликлиника № 4 ЦАО;
- № 38 — в 80 годах дет.сад на начало 22 года торговый центр.
- № 84 — Механический завод «Красный путь» (ОАО РЖД).